# Francisco António de Almeida
pour le chef d'orchestre français, voir Antonio de Almeida, et pour le cavalier portugais, voir António de Almeida.
Francisco António de Almeida est un compositeur et organiste portugais, né en 1702 et mort en 1755.

## Biographie
De 1720 à 1726 il profite d'une bourse royale pour se rendre en Italie, ou il fait des études musicales et y compose deux oratorios. De retour à Lisbonne il devient organiste de la cour et nourrit de nombreux contacts avec le maître de la chapelle royale Domenico Scarlatti.  Son opéra comique, La pazienza di Socrate, a été représenté au palais royal en 1733. Il s'agit du premier opéra italien au Portugal.
Il est probable qu'il n'ait pas survécu au tremblement de terre de Lisbonne de 1755. Il est surtout connu comme compositeur de musique vocale, oratorios, cantates, sérénades et opéras.